# 国家中心城市
国家中心城市是中国城镇规划体系设置的最高层级，目前包括北京、天津、上海、广州、重庆、成都、武汉、郑州、西安九个城市。其中多数为超大城市，西安和郑州为特大城市。

## 内容变化
《全国城镇体系规划纲要（2005-2020年）》提出，中国的五大全球职能城市分别是环渤海地区的北京市和天津市、华东地区的上海市和华南地区的广州市及香港特别行政区。全球职能城市是指具有重要的战略地位，在发展外向型经济以及推动国际文化交流方面具有重要作用，这类城市有可能发展成为亚洲乃至于世界的金融、贸易、文化、管理的中心城市。
2010年2月，住房城乡建设部城镇体系规划课题组所编制的《全国城镇体系规划（2010-2020年）（草案）》在全球职能城市的基础上，提出国家级中心城市的概念，侧重于对国内城镇体系的影响，将北京、天津、上海、广州、重庆确定为国家中心城市。2016年5月，经国务院同意，国家发展改革委和住房城乡建设部联合印发《成渝城市群发展规划》指导文件，成都被列为国家中心城市。同年12月，经国务院批复同意、国家发展改革委正式发布的《促进中部地区崛起“十三五”规划》中，武汉和郑州被列为国家中心城市。2018年2月，经国务院批复同意、国家发展改革委正式发布的《关中平原城市群发展规划》中，西安被列为国家中心城市。
国家发展改革委直属研究机构“国土地区所”曾发表论文提出要打造一批“全球城市”及一批“高能级的国家中心城市”。

## 城市列表
截至2023年，国家中心城市为：
1. 北京（2010年2月）
2. 天津（2010年2月）
3. 上海（2010年2月）
4. 广州（2010年2月）
5. 重庆（2010年2月）
6. 成都（2016年5月）
7. 武汉（2016年12月）
8. 郑州（2016年12月）
9. 西安（2018年2月）

## 图集

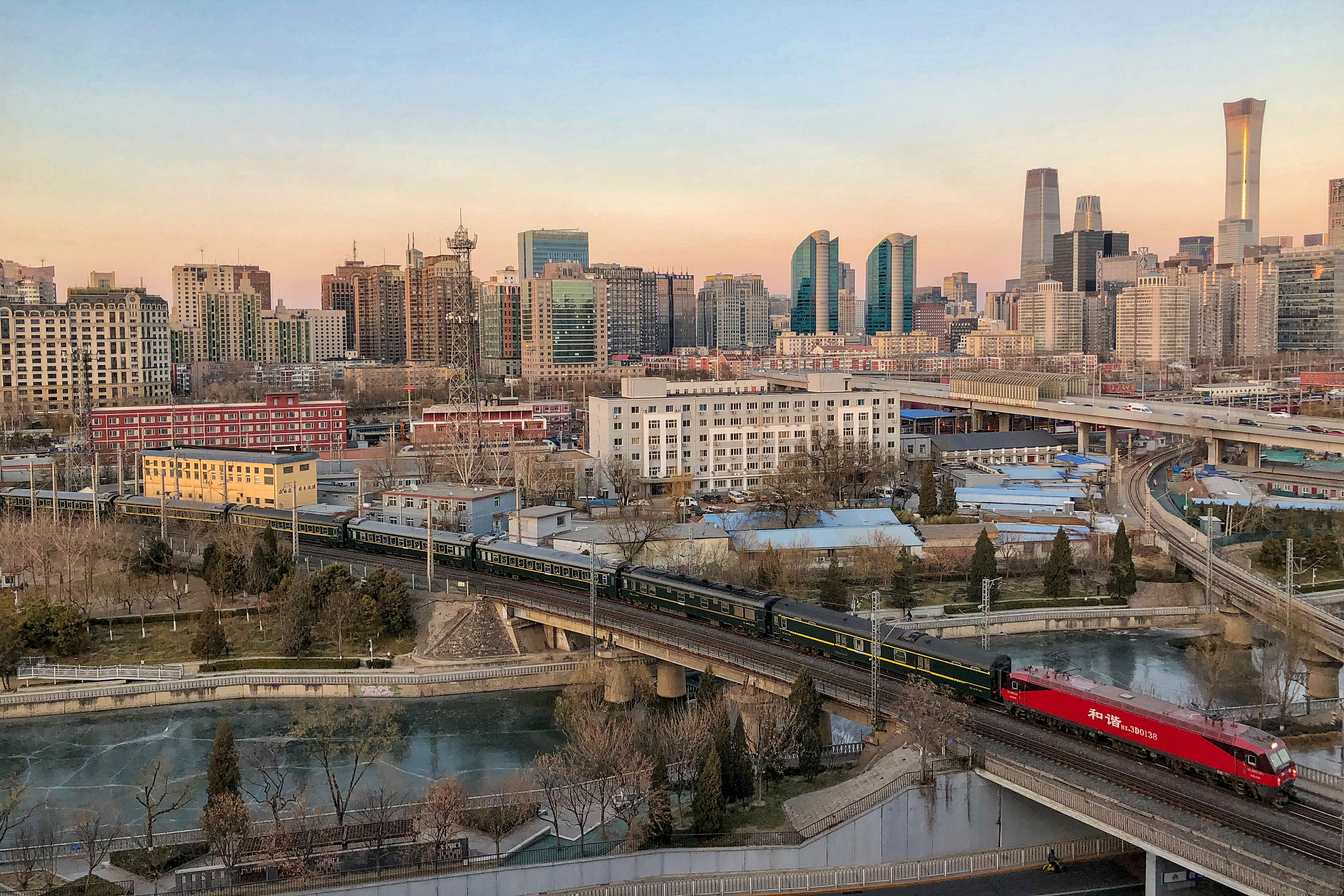
北京
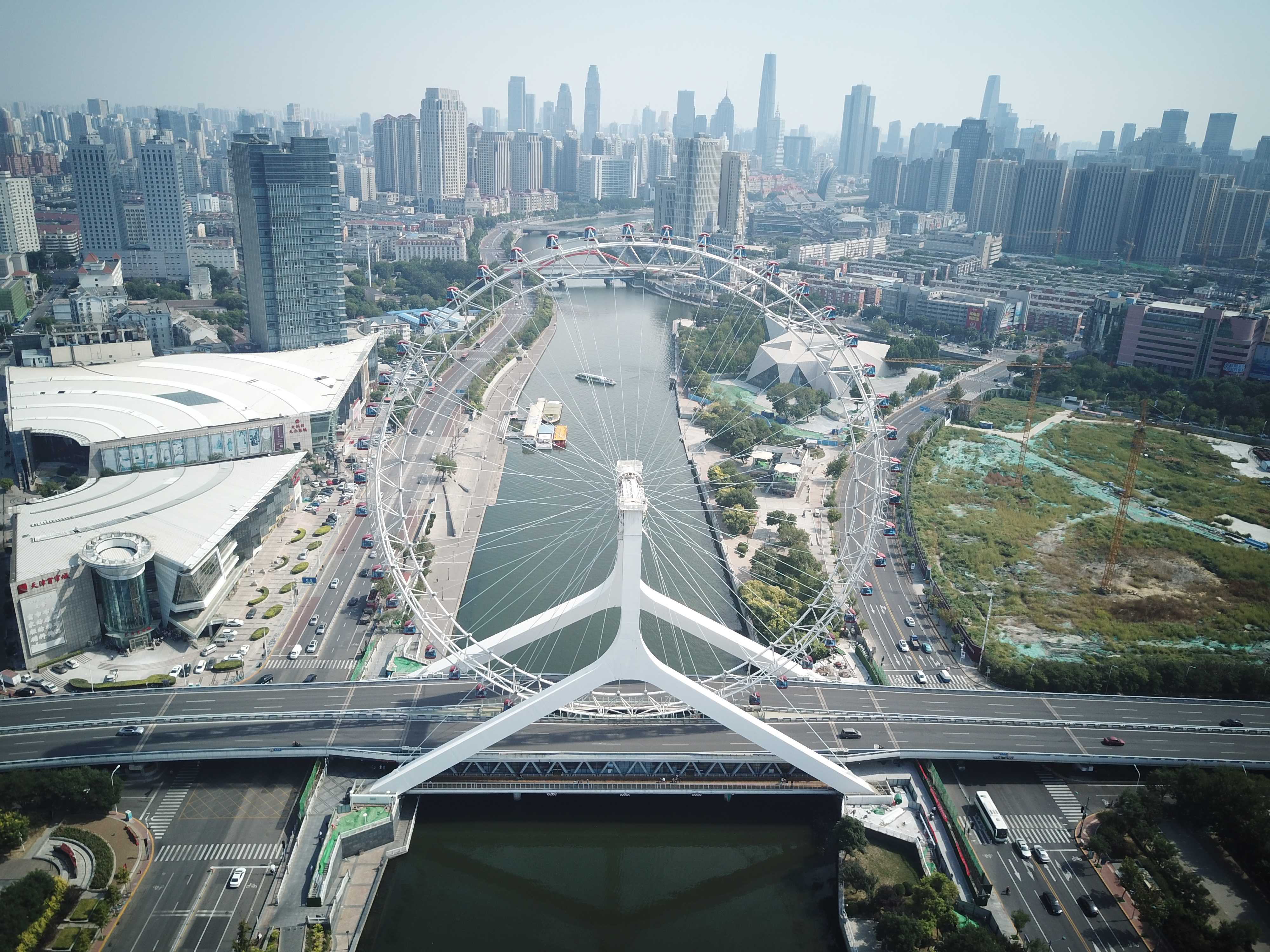
天津
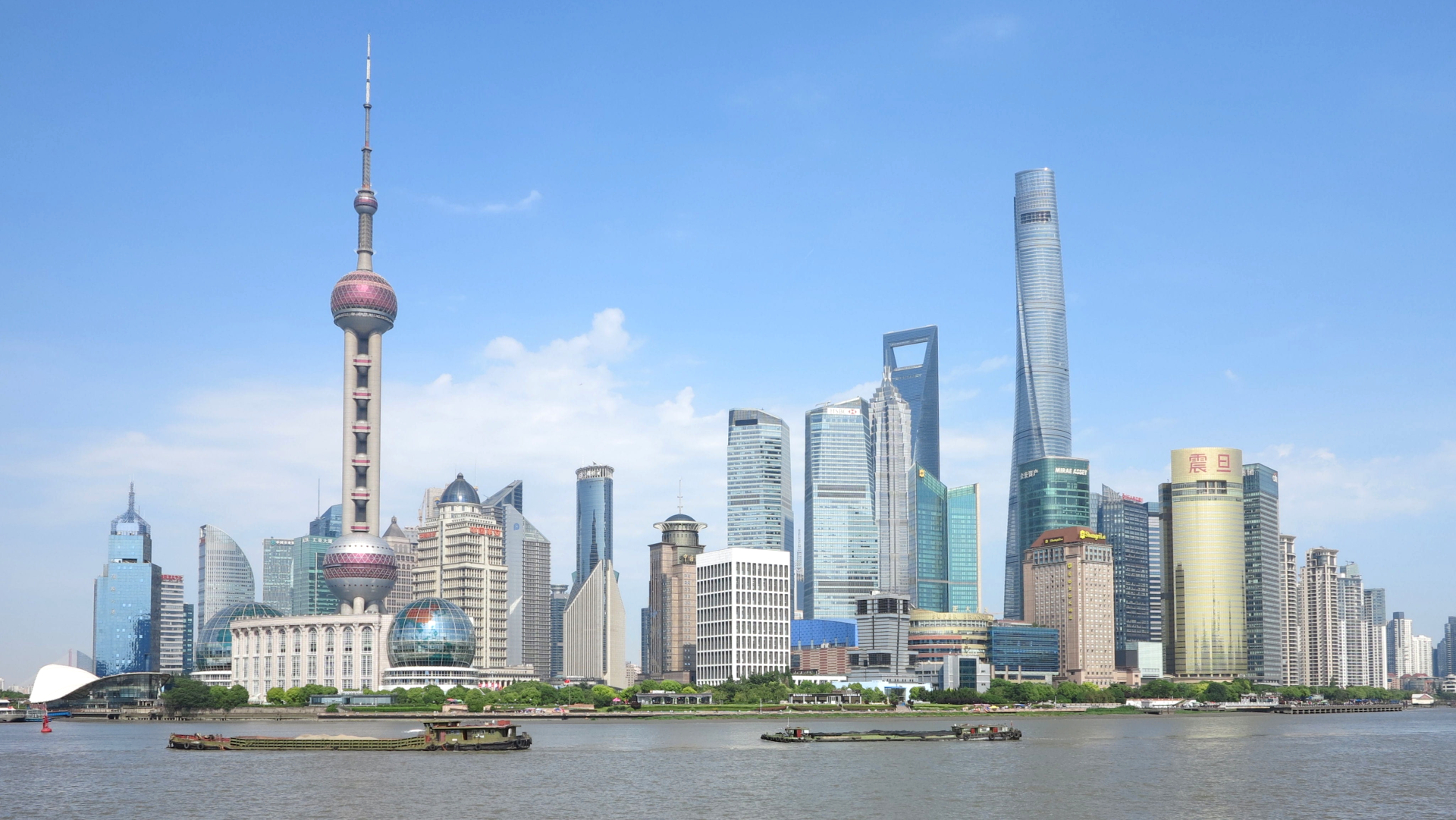
上海
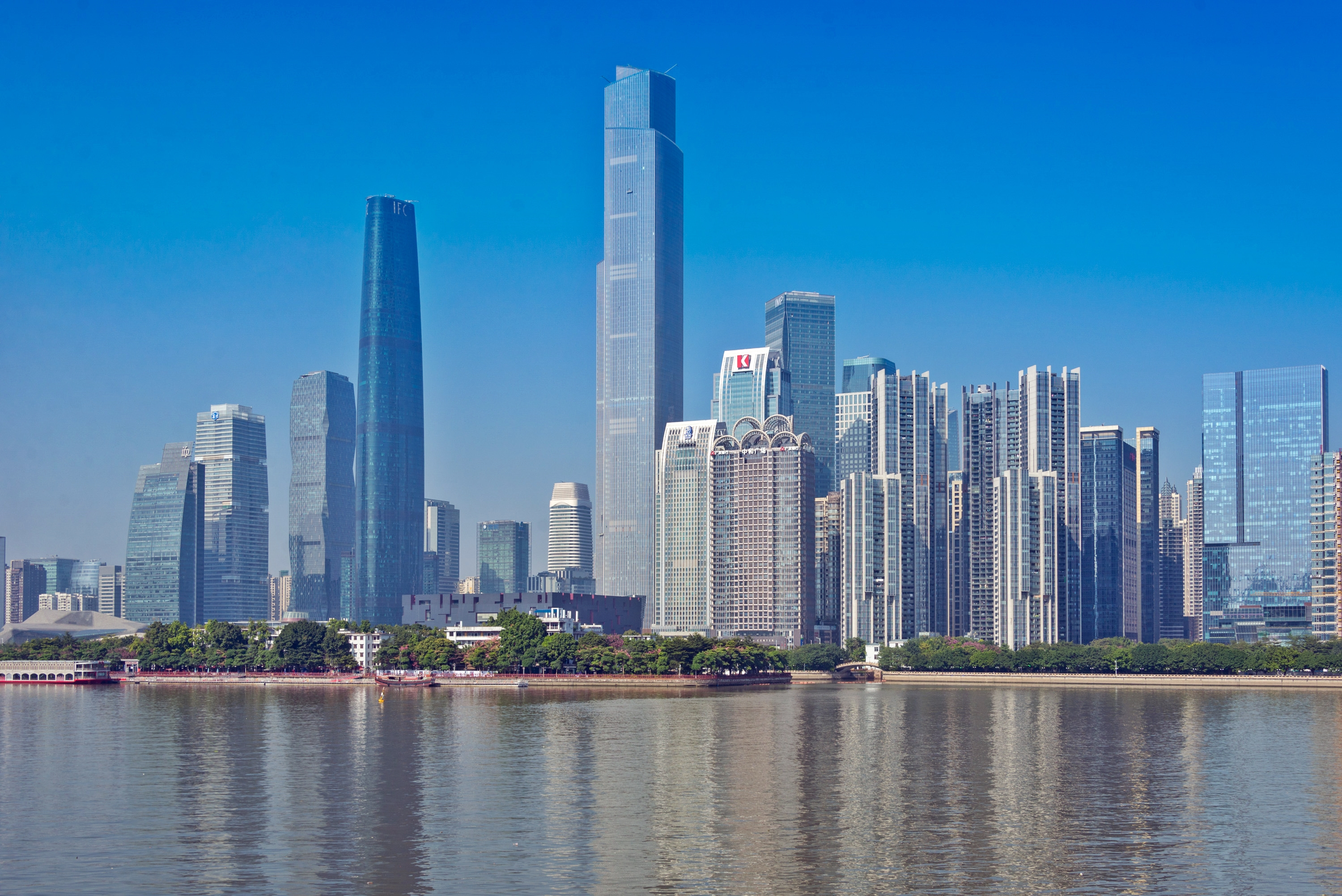
广州
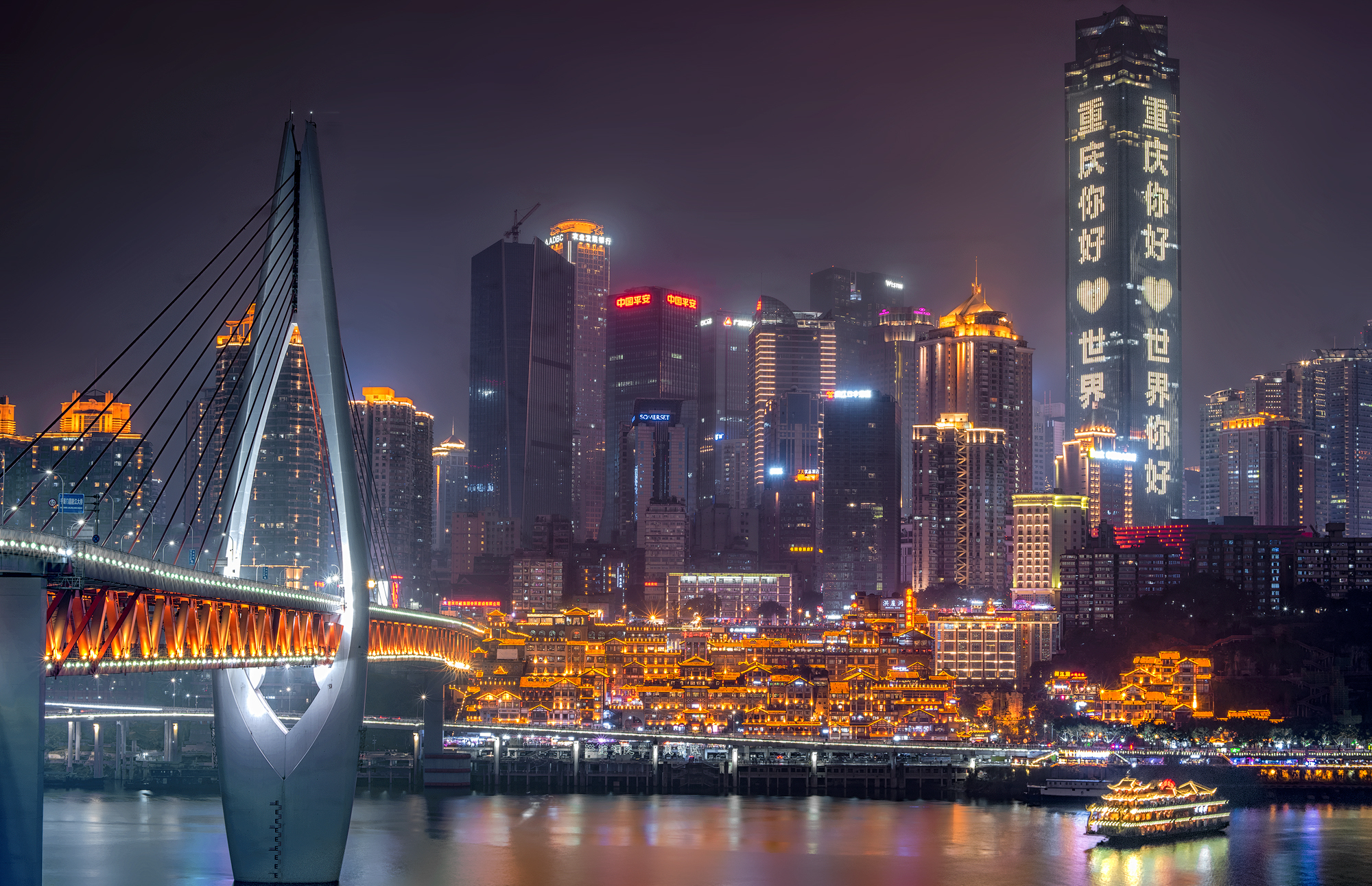
重庆
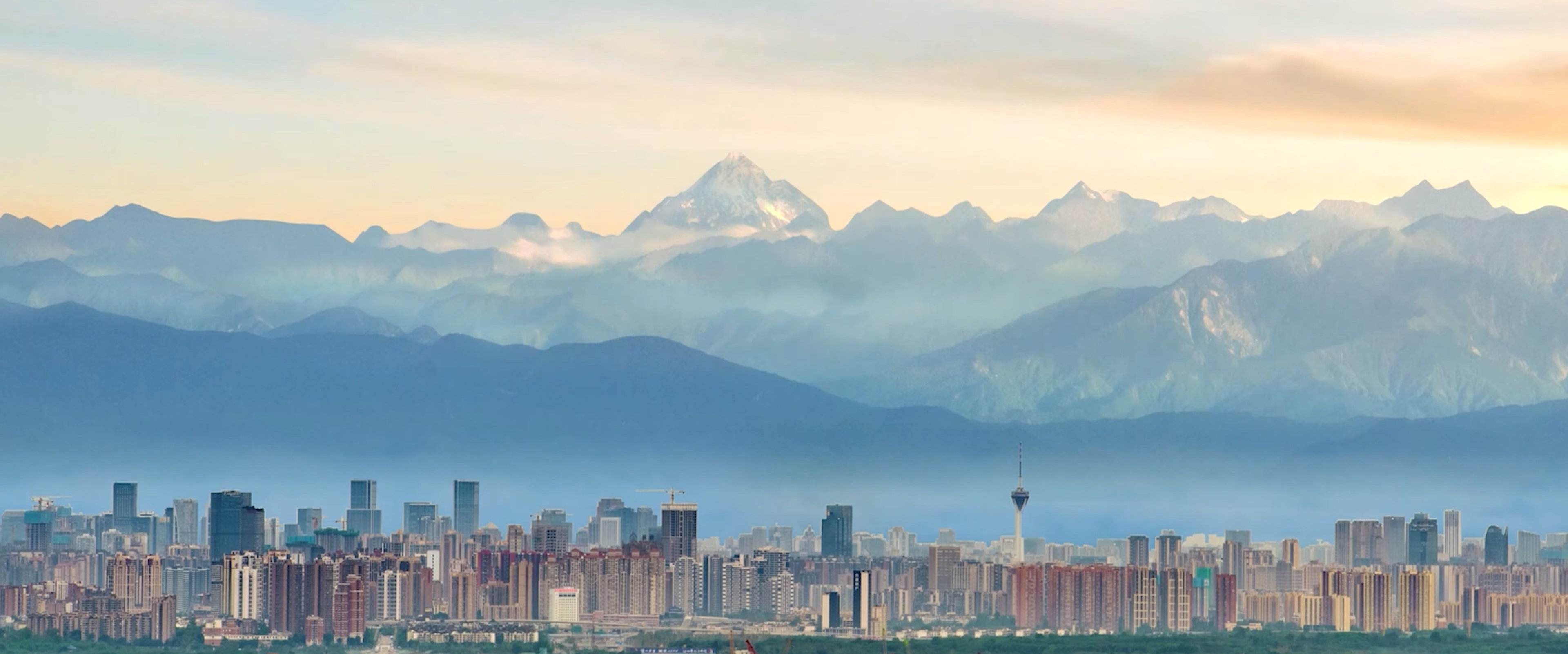
成都
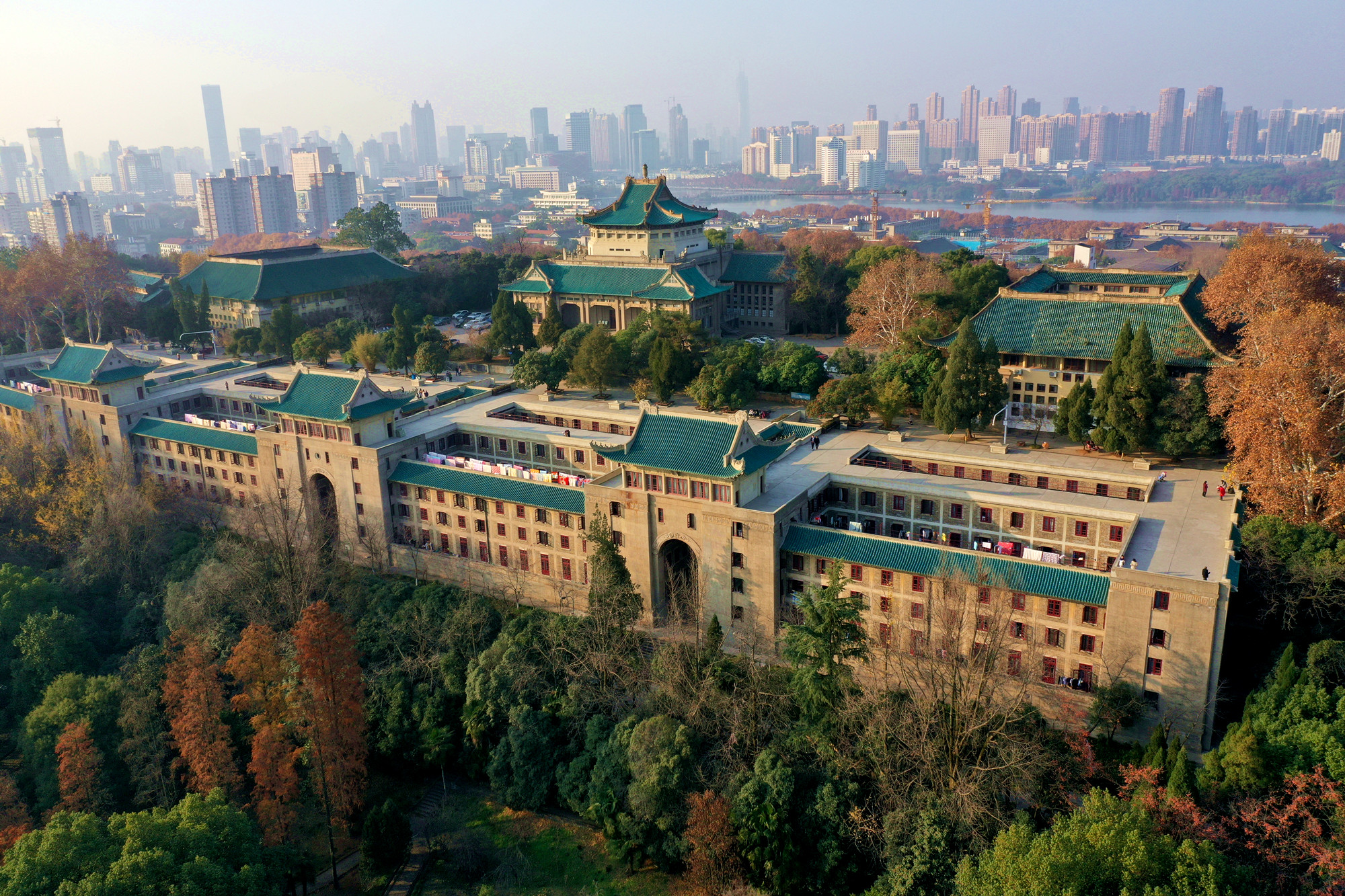
武汉
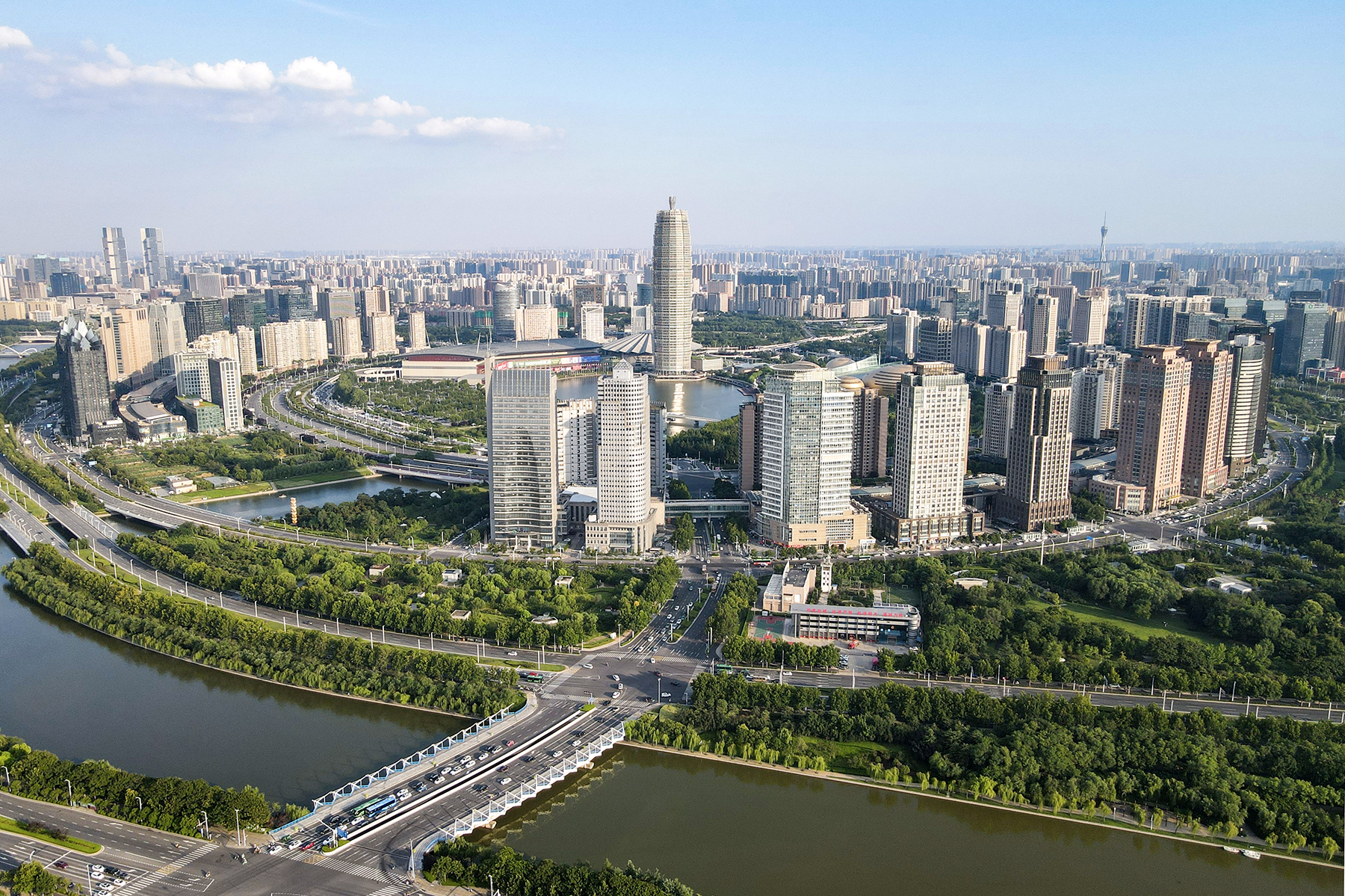
郑州
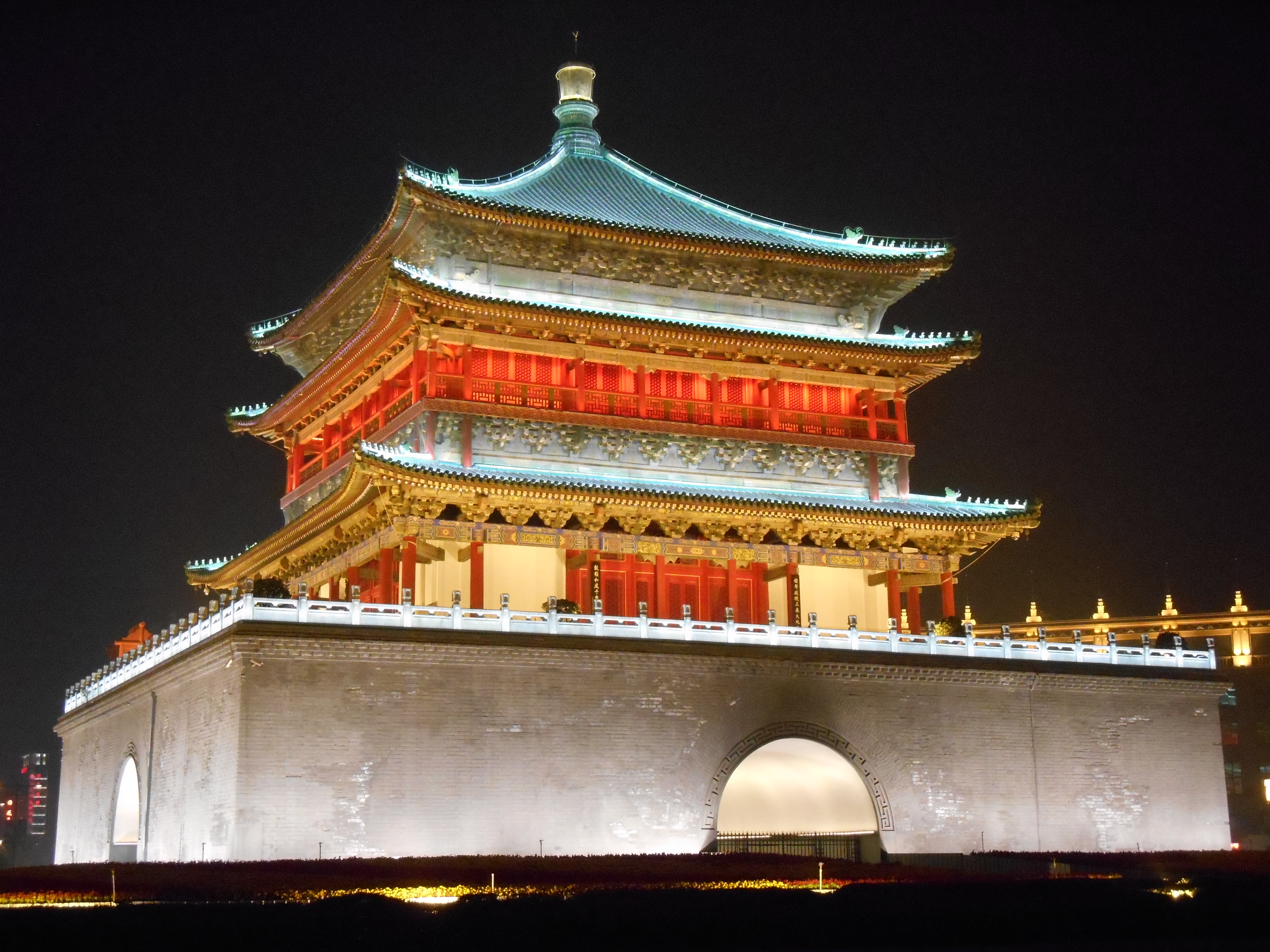
西安